# Màn hình Retina
Màn hình Retina là tên thương hiệu được Apple sử dụng cho loạt màn hình IPS LCD và màn hình OLED có mật độ điểm ảnh cao hơn màn hình truyền thống của Apple. Apple đã đăng ký thuật ngữ "Retina" làm nhãn hiệu liên quan đến máy tính và thiết bị di động với Văn phòng Bằng sáng chế và Thương hiệu Hoa Kỳ, Văn phòng Sở hữu Trí tuệ Canada và ở Jamaica. Vào ngày 27 tháng 11 năm 2012, văn phòng Bằng sáng chế và Thương hiệu Hoa Kỳ đã phê duyệt ứng dụng của Apple và "Retina" hiện là nhãn hiệu đã đăng ký cho thiết bị máy tính.
Khi một sản phẩm của Apple có màn hình Retina, mỗi tiện ích giao diện người dùng được nhân đôi chiều rộng và chiều cao để bù cho các pixel nhỏ hơn. Apple gọi chế độ này là chế độ HiDPI. Mục tiêu của màn hình Retina là làm cho màn hình hiển thị văn bản và hình ảnh cực kỳ sắc nét, do đó, pixel không thể nhìn thấy bằng mắt thường. Điều này cho phép hiển thị để cạnh tranh với các đường cong mượt mà và độ sắc nét của văn bản in và tính trực tiếp của các bản in ảnh.
Những màn hình chất lượng tốt hơn này đã dần được phát hành trong một số năm và thuật ngữ này hiện được sử dụng cho gần như tất cả các sản phẩm của Apple có chứa màn hình, bao gồm Apple Watch, iPhone, iPod Touch, iPad, MacBook, MacBook Air, MacBook Pro và iMac. Apple sử dụng các phiên bản hơi khác nhau của thuật ngữ cho các model này, bao gồm Màn hình Retina HD cho iPhone 6 và các phiên bản mới hơn và Màn hình Retina 4K / 5K cho iMac.
Màn hình Retina của Apple không phải là một tiêu chuẩn tuyệt đối mà thay đổi tùy thuộc vào kích thước màn hình trên thiết bị và mức độ gần gũi của người dùng khi xem màn hình. Khi người dùng xem màn hình ở khoảng cách gần hơn với mắt của họ, như trên các thiết bị nhỏ hơn có màn hình nhỏ hơn, màn hình có nhiều PPI (Pixels Per Inch), trong khi các thiết bị lớn hơn có màn hình lớn hơn mà người dùng xem màn hình xa hơn sẽ sử dụng ít PPI hơn. Các phiên bản thiết bị sau này đã được cải thiện thêm, được tính bằng sự gia tăng kích thước màn hình (iPhone 6 Plus) hoặc tỷ lệ tương phản (iPhone 6 Plus và iMac với Màn hình Retina 4K/5K) hoặc gần đây hơn với số lượng PPI (iPhone X, XS, XS Max, 11 Pro và 11 Pro Max), do đó Apple sử dụng tên "Màn hình Retina HD", "Màn hình Retina 4K/5K", "Màn hình Super Retina HD" hoặc "Màn hình Liquid Retina HD".

## Cơ sở lý luận
Khi giới thiệu iPhone 4, Steve Jobs cho biết số lượng pixel cần thiết cho màn hình Retina là khoảng 300 PPI cho một thiết bị được giữ cách mắt từ 10 đến 12 inch. Một cách để thể hiện điều này dưới dạng một đơn vị là pixel trên mỗi độ (PPD) có tính đến cả độ phân giải màn hình và khoảng cách mà thiết bị được xem. Dựa trên con số 300 dự đoán của Jobs, ngưỡng cho màn hình Retina bắt đầu ở giá trị PPD là 57 PPD. 57 PPD có nghĩa là một hình tam giác gầy cao với chiều cao bằng khoảng cách xem và góc trên cùng một độ sẽ có một cơ sở trên màn hình của thiết bị bao phủ 57 pixel. Bất kỳ chất lượng xem màn hình nào (từ màn hình điện thoại đến máy chiếu lớn) đều có thể được mô tả bằng thông số phổ quát không phụ thuộc kích thước này. Lưu ý rằng tham số PPD không phải là tham số nội tại của chính màn hình, không giống như độ phân giải pixel tuyệt đối (ví dụ 1920 × 1080 pixel) hoặc mật độ pixel tương đối (ví dụ: 401 PPI), nhưng phụ thuộc vào khoảng cách giữa màn hình và mắt của màn hình người (hoặc ống kính của thiết bị) đang xem màn hình; di chuyển mắt đến gần màn hình sẽ làm giảm PPD và di chuyển ra khỏi nó làm tăng PPD theo tỷ lệ với khoảng cách. Nó có thể được tính theo công thức:
{\displaystyle 2dr\tan(0.5^{\circ })}
Trong đó {\displaystyle d} là khoảng cách đến màn hình, {\displaystyle r} là độ phân giải của màn hình tính theo pixel trên mỗi đơn vị chiều dài và {\displaystyle 1^{\circ }} là khẩu độ của hình nón có đỉnh là tiêu cự trên màn hình và chiều cao {\displaystyle d}. Hình nón này tương ứng quang học với một hình nón bên trong mắt có cùng gốc và đỉnh ở một tiêu điểm khác là hố mắt. Khẩu độ đó, có thể được đo bằng các thử nghiệm trường thị giác, rất khác nhau giữa các đối tượng khác nhau của con người.
Trong thực tế, cho đến nay Apple đã chuyển đổi màn hình của thiết bị thành Retina bằng cách nhân đôi số pixel theo mỗi hướng, tăng gấp bốn lần tổng độ phân giải. Sự gia tăng này tạo ra một giao diện sắc nét hơn ở cùng kích thước vật lý. Ngoại lệ duy nhất này là iPhone 6 Plus, hiển thị màn hình của nó với số lượng gấp ba số pixel theo mỗi hướng, trước khi lấy mẫu xuống độ phân giải 1080p.

## Model
Các màn hình được sản xuất trên toàn thế giới bởi các nhà cung cấp khác nhau. Hiện tại, màn hình của iPad đến từ Samsung, trong khi màn hình MacBook Pro, iPhone và iPod Touch được sản xuất bởi LG Display và Japan Display Inc. Có sự thay đổi công nghệ màn hình từ màn hình Twisted Nematic (TN), tinh thể lỏng (LCD) đến màn hình IPS LCD bắt đầu với các mẫu iPhone 4 vào tháng 6 năm 2010.
Apple tiếp thị các thiết bị sau như có Màn hình Retina, Retina HD, Liquid Retina HD, Super Retina HD, Super Retina XDR hoặc Retina 4K/5K:
| Model                                                            | Tên tiếp thị                   | Kích thước màn hình | Độ phân giải | Tỉ lệ  | Mật độ pixel                                                 | Mật độ pixel                                                 | Kích cỡ pixel (µm) | Mật độ pixel góc (px/°; tại khoảng cách đh) | Khoảng cách nhìn đh | Tổng số pixel |
| Model                                                            | Tên tiếp thị                   | Kích thước màn hình | Độ phân giải | Tỉ lệ  | ppi                                                          | px/cm                                                        | Kích cỡ pixel (µm) | Mật độ pixel góc (px/°; tại khoảng cách đh) | Khoảng cách nhìn đh | Tổng số pixel |
| ---------------------------------------------------------------- | ------------------------------ | ------------------- | ------------ | ------ | ------------------------------------------------------------ | ------------------------------------------------------------ | ------------------ | ------------------------------------------- | ------------------- | ------------- |
| Apple Watch 38mm                                                 | Màn hình Retina                | 1,32 in (34 mm)     | 272×340      | 4:5    | 326                                                          | 128                                                          | 77.9               | 56.9                                        | 10 in (25 cm)       | 00,092,480    |
| Apple Watch 42mm                                                 | Màn hình Retina                | 1,54 in (39 mm)     | 312×390      | 4:5    | 326                                                          | 128                                                          | 77.9               | 56.9                                        | 10 in (25 cm)       | 00,121,680    |
| Apple Watch 40mm                                                 | Màn hình Retina                | 1,57 in (40 mm)     | 324×394      | 16:13  | 326                                                          | 128                                                          | 77.9               | 56.9                                        | 10 in (25 cm)       | 00,127,656    |
| Apple Watch 44mm                                                 | Màn hình Retina                | 1,73 in (44 mm)     | 368×448      | 16:13  | 326                                                          | 128                                                          | 77.9               | 56.9                                        | 10 in (25 cm)       | 00,164,864    |
| iPhone 4, 4S và iPod Touch (thế hệ 4)                            | Màn hình Retina                | 3,5 in (89 mm)      | 960×640      | 2:3    | 326                                                          | 128                                                          | 77.9               | 56.9                                        | 10 in (25 cm)       | 00,614,400    |
| iPhone 5, 5C, 5S, SE và iPod Touch (thế hệ thứ 5, thứ 6, thứ 7)  | Màn hình Retina                | 4 in (100 mm)       | 1136×640     | 9:16   | 326                                                          | 128                                                          | 77.9               | 56.9                                        | 10 in (25 cm)       | 00,727,040    |
| iPhone 6, 6S, 7 và 8                                             | Màn hình Retina HD             | 4,7 in (120 mm)     | 1334×750     | 9:16   | 326                                                          | 128                                                          | 77.9               | 56.9                                        | 10 in (25 cm)       | 01,000,500    |
| iPhone XR và 11                                                  | Màn hình Liquid Retina HD      | 6,1 in (150 mm)     | 1792×828     | 6:13   | 326                                                          | 128                                                          | 77.9               | 56.9                                        | 10 in (25 cm)       | 01,483,776    |
| iPhone 6 Plus, 6S Plus, 7 Plus và 8 Plus                         | Màn hình Retina HD             | 5,5 in (140 mm)     | 1920×1080    | 9:16   | 401                                                          | 158                                                          | 63.3               | 70.0                                        | 10 in (25 cm)       | 02,073,600    |
| iPhone X, XS và 11 Pro                                           | Màn hình Super Retina HD       | 5,8 in (150 mm)     | 2436×1125    | 6:13   | 458 (Sub-Pixel xanh lá cây) 324 (Sub-Pixel đỏ và xanh dương) | 180 (Sub-Pixel xanh lá cây) 127 (Sub-Pixel đỏ và xanh dương) | 55.5               | 79.9                                        | 10 in (25 cm)       | 02,740,500    |
| iPhone XS Max và 11 Pro Max                                      | Màn hình Super Retina HD       | 6,5 in (170 mm)     | 2688×1242    | 6:13   | 458 (Sub-Pixel xanh lá cây) 324 (Sub-Pixel đỏ và xanh dương) | 180 (Sub-Pixel xanh lá cây) 127 (Sub-Pixel đỏ và xanh dương) | 55.5               | 79.9                                        | 10 in (25 cm)       | 03,338,496    |
| iPhone 13 Pro Max                                                | Màn hình Super Retina XDR OLED | 6.7 in, 109.8 cm²   | 1284x2778    | 9:19.5 | 458 (Sub-Pixel xanh lá cây) 324 (Sub-Pixel đỏ và xanh dương) | 180 (Sub-Pixel xanh lá cây) 127 (Sub-Pixel đỏ và xanh dương) | 55.5               | 79.9                                        | 10 in (25 cm)       | 3,566,952     |
| iPad Mini 2, 3, 4 và 5                                           | Màn hình Retina                | 7,9 in (200 mm)     | 2048×1536    | 3:4    | 326                                                          | 128                                                          | 77.9               | 85.4                                        | 15 in (38 cm)       | 03,145,728    |
| iPad (thế hệ thứ 3, thứ 4, thứ 5, thứ 6, Air, Air 2 và Pro 9.7") | Màn hình Retina                | 9,7 in (250 mm)     | 2048×1536    | 3:4    | 264                                                          | 104                                                          | 96                 | 69.1                                        | 15 in (38 cm)       | 03,145,728    |
| iPad (thế hệ thứ 7)                                              | Màn hình Retina                | 10,2 in (260 mm)    | 2160×1620    | 3:4    | 264                                                          | 104                                                          | 96                 | 69.1                                        | 15 in (38 cm)       | 03,499,200    |
| iPad Pro 10.5" và iPad Air (thế hệ thứ 3)                        | Màn hình Retina                | 10,5 in (270 mm)    | 2224×1668    | 3:4    | 264                                                          | 104                                                          | 96                 | 69.1                                        | 15 in (38 cm)       | 03,709,632    |
| iPad Pro 11"                                                     | Màn hình Liquid Retina         | 11 in (280 mm)      | 2388×1668    | 7:10   | 264                                                          | 104                                                          | 96                 | 68.9                                        | 15 in (38 cm)       | 03,983,184    |
| iPad Pro 12.9" (thế hệ thứ 3)                                    | Màn hình Liquid Retina         | 12,9 in (330 mm)    | 2732×2048    | 3:4    | 264                                                          | 104                                                          | 96                 | 69.3                                        | 15 in (38 cm)       | 05,595,136    |
| iPad Pro 12.9" (thế hệ thứ 5)                                    | Màn hình Liquid Retina XDR     | 12,9 in (330 mm)    | 2732×2048    | 3:4    | 264                                                          | 104                                                          | 96                 | 69.3                                        | 15 in (38 cm)       | 05,595,136    |
| iPad Pro 12.9" (thế hệ thứ nhất và thứ 2)                        | Màn hình Retina                | 12,9 in (330 mm)    | 2732×2048    | 3:4    | 264                                                          | 104                                                          | 96                 | 69.3                                        | 15 in (38 cm)       | 05,595,136    |
| MacBook (Retina) 12"                                             | Màn hình Retina                | 12 in (300 mm)      | 2304×1440    | 8:5    | 226                                                          | 89                                                           | 110                | 79.0                                        | 20 in (51 cm)       | 03,317,760    |
| MacBook Pro (thế hệ thứ 3) 13", MacBook Air (thế hệ thứ 3) 13"   | Màn hình Retina                | 13,3 in (340 mm)    | 2560×1600    | 8:5    | 227                                                          | 89                                                           | 110                | 79.2                                        | 20 in (51 cm)       | 04,096,000    |
| MacBook Pro (thế hệ thứ 3) 15"                                   | Màn hình Retina                | 15,4 in (390 mm)    | 2880×1800    | 8:5    | 221                                                          | 87                                                           | 120                | 77.0                                        | 20 in (51 cm)       | 05,184,000    |
| iMac với Màn hình Retina 4K 21.5"                                | Màn hình Retina 4K             | 21,5 in (550 mm)    | 4096×2304    | 16:9   | 219                                                          | 86                                                           | 120                | 76.3                                        | 20 in (51 cm)       | 09,437,184    |
| iMac với Màn hình Retina 5K 27" và iMac Pro                      | Màn hình Retina 5K             | 27 in (690 mm)      | 5120×2880    | 16:9   | 218                                                          | 86                                                           | 120                | 76.0                                        | 20 in (51 cm)       | 14,745,600    |
| Pro Display XDR                                                  | Màn hình Retina 6K             | 32 in (810 mm)      | 6016x3384    | 16:9   | 218                                                          | 86                                                           | 120                | 76.0                                        | 20 in (51 cm)       | 20,358,144    |

Màn hình Retina độ phân giải cao hơn là tiêu chuẩn trên MacBook Pro thế hệ thứ 3 và MacBook mới, được phát hành lần lượt vào năm 2013 và 2015. MacBook Pro thế hệ thứ 4, được phát hành vào năm 2016, vẫn giữ nguyên màn hình Retina của thế hệ trước.

## Tiếp nhận
Đánh giá về các thiết bị Apple có màn hình Retina nhìn chung rất tích cực trên cơ sở kỹ thuật, với các bình luận mô tả đây là một cải tiến đáng kể trên màn hình trước đó và ca ngợi Apple đã hỗ trợ ứng dụng của bên thứ ba cho màn hình độ phân giải cao hiệu quả hơn so với Windows. Mặc dù các màn hình có độ phân giải cao như T220 và T221 của IBM đã được bán trong quá khứ, nhưng chúng đã thấy ít sự thay đổi do chi phí khoảng 8400 đô la.

Đánh giá iPhone 4 năm 2010, Joshua Topolsky nhận xét:

"trước mắt chúng tôi, chưa bao giờ có màn hình chi tiết, rõ ràng hoặc có thể xem được hơn trên bất kỳ thiết bị di động nào. Không chỉ màu sắc và màu đen sâu và phong phú, mà bạn chỉ đơn giản là không thể nhìn thấy các pixel trên các trang web màn hình có thể xếp sau dòng nội dung pixel khi thu nhỏ trên 3GS hoàn toàn có thể đọc được trên iPhone 4, mặc dù văn bản vượt quá mức vi mô. "

Bill Hill, cựu nhân viên của Microsoft, một chuyên gia về kết xuất phông chữ, đã đưa ra những nhận xét tương tự:

Từng đó độ phân giải là tuyệt đẹp. Để thấy nó trên một thiết bị chính như iPad, chứ không phải là một màn hình kỳ lạ trị giá 13.000 USD, thật sự đáng kinh ngạc, và điều mà tôi đã chờ đợi hơn một thập kỷ để xem. Nó sẽ thiết lập một tiêu chuẩn cho độ phân giải trong tương lai mà mọi nhà sản xuất thiết bị và PC khác sẽ phải theo.

Nhà văn John Gruber cho rằng sự xuất hiện của Màn hình Retina trên máy tính sẽ thúc đẩy nhu cầu thiết kế lại giao diện và thiết kế cho màn hình mới:
Kiểu thiết kế thông tin phong phú, dữ liệu dày đặc được Edward Tufte tán thành giờ đây không chỉ có thể được thực hiện trên màn hình máy tính mà còn được thưởng thức trên một. Về lựa chọn phông chữ, bạn không chỉ không cần chọn một phông chữ được tối ưu hóa để hiển thị trên màn hình, mà không nên. Phông chữ được tối ưu hóa để hiển thị màn hình trông rẻ tiền trên MacBook Pro võng mạc đôi khi hoàn toàn nhảm nhí giống như cách họ làm khi được in trong một tạp chí bóng loáng.

## Tranh cãi
Raymond Soneira, chủ tịch của DisplayMate Technologies, đã thách thức tuyên bố của Apple. Ông nói rằng sinh lý của retina con người sao cho phải có ít nhất 477 pixel mỗi inch trong màn hình hiển thị pixel để các pixel trở nên không thể nhìn thấy được bằng mắt người ở khoảng cách 12 inch (305 mm). Tuy nhiên, nhà thiên văn học và blogger khoa học Phil Plait lưu ý rằng, "nếu bạn có thị lực [tốt hơn 20/20], thì ở một bước chân, các pixel của iPhone 4S sẽ được phân giải. Hình ảnh sẽ trông như pixel. / 20 tầm nhìn], hình ảnh sẽ trông ổn... Vì vậy, theo tôi, những gì Jobs nói là ổn. Soneira, trong khi về mặt kỹ thuật, đã rất kén chọn. " Nhà thần kinh học võng mạc Bryan Jones đưa ra một phân tích tương tự về chi tiết hơn và đi đến một kết luận tương tự: "Tôi thấy các tuyên bố của Apple đứng vững với những gì mắt người có thể cảm nhận được."
Trang web fan hâm mộ của Apple CultOfMac tuyên bố rằng độ phân giải mà mắt người có thể nhận thấy ở mức 12 inch là 900 PPI, kết luận "Màn hình Retina của Apple chỉ cách đó khoảng 33%". Về chủ đề thị lực 20/20, họ cho biết "hầu hết các nghiên cứu cho thấy thị lực bình thường thực sự tốt hơn nhiều so với 20/20. Trên thực tế, những người có thị lực bình thường thường không nhìn thấy thị lực của họ giảm xuống 20/20 cho đến khi họ 60 tuổi hoặc 70 tuổi "(được xác nhận bởi các chuyên gia kiểm tra thị lực Precision Vision). CultOfMac cũng lưu ý rằng mọi người không phải lúc nào cũng xem màn hình ở một khoảng cách không đổi và đôi khi sẽ di chuyển lại gần hơn, tại thời điểm đó, màn hình không còn có thể được phân loại là Retina.

## Đối thủ cạnh tranh
Điện thoại thông minh đầu tiên sau iPhone 4 xuất hiện với màn hình hiển thị mật độ pixel tương đương là Nokia E6, chạy Symbian Anna, với độ phân giải 640 × 480 ở kích thước màn hình 62,5mm. Tuy nhiên, đây là trường hợp riêng biệt cho nền tảng, vì tất cả các thiết bị dựa trên Symbian ^ 3 khác có màn hình lớn hơn với độ phân giải thấp hơn. Một số điện thoại thông minh Symbian cũ hơn, bao gồm Nokia N80 và N90, có màn hình 2.1 inch ở mức 259 ppi, đây là một trong những sản phẩm sắc nét nhất tại thời điểm đó. Điện thoại thông minh Android đầu tiên có cùng màn hình - Meizu M9 đã được ra mắt vài tháng sau đó vào đầu năm 2011. vào tháng 10 cùng năm, Galaxy Nexus đã được công bố, có màn hình với độ phân giải tốt hơn. vào năm 2013, hơn 300 ppimark đã được tìm thấy trên các điện thoại tầm trung như Moto G. Từ 2013 2015, nhiều thiết bị hàng đầu như Samsung Galaxy S4 và HTC One (M8) có màn hình 1080p (FHD) khoảng 5 inch cho một Hơn 400 PPI vượt qua mật độ Retina trên iPhone 5. Thiết kế lại lớn nhất mới nhất của iPhone, iPhone 6, có độ phân giải 1334 × 750 trên màn hình 4,7 inch, trong khi các đối thủ như Samsung Galaxy S6 có màn hình QHD có độ phân giải 2560 × 1440, gần gấp bốn lần số pixel được tìm thấy trong iPhone 6, mang lại cho S6 một 577 PPI gần gấp đôi so với 326 PPI của iPhone 6.
IPhone 6 Plus lớn hơn có "Màn hình Retina HD", màn hình 5,5 inch 1080p với 401 PPI, hầu như không gặp hoặc tụt hậu so với các đối thủ phablet Android như OnePlus One và Samsung Galaxy Note 4. Ngoài độ phân giải, tất cả Các thế hệ màn hình iPhone Retina nhận được xếp hạng cao cho các khía cạnh khác như độ sáng và độ chính xác màu, so với các điện thoại thông minh hiện đại, trong khi một số thiết bị Android như LG G3 đã hy sinh chất lượng màn hình và thời lượng pin để có độ phân giải cao. Ars Technica đã đề xuất "sự thừa thãi của rất nhiều tính năng điện thoại hàng đầu, chuyển từ 720p sang 1080p sang 1440p và hơn thế nữa... mọi thứ đều rất tốt để có, nhưng bạn khó có thể tranh luận rằng bất kỳ trong số chúng đều cần thiết". Hơn nữa, các nhà phát triển có thể tối ưu hóa nội dung tốt hơn cho iOS do có ít kích thước màn hình của Apple trái ngược với các biến thể định dạng hiển thị rộng của Android.
Nhiều mẫu Ultrabook dựa trên Windows đã cung cấp tiêu chuẩn màn hình 1080p (FHD) từ năm 2012 và thường là QHD hoặc QHD + dưới dạng màn hình nâng cấp tùy chọn. Màn hình Retina là tiêu chuẩn trên MacBook Pro và MacBook thế hệ thứ 3, được phát hành lần lượt vào năm 2012 và 2015. Apple đã triển khai màn hình Retina trong thế hệ thứ ba của dòng máy tính xách tay nhập cảnh, MacBook Air, vào năm 2018.